# آشوب (فیلم ۱۳۹۴)
آشوب فیلمی به کارگردانی و تهیه‌کنندگی کاظم راست‌گفتار محصول سال ۱۳۹۴ است.

## خلاصه داستان
این فیلم داستان زندگی جوانی است که با نام مستعار آشوب در کافه‌های لاله‌زار خوانندگی می‌کند.
آشوب‌های تاریخی و واقعی دهه ۱۳۲۰ باعث به وجود آمدن اتفاقاتی در زندگی آشوب می‌شود

## بازیگران
- کوروش تهامی
- لیلا اوتادی
- یکتا ناصر
- فرهاد آییش
- داریوش کاردان
- آتیلا پسیانی
- همایون ارشادی
- داریوش فرهنگ
- شهره لرستانی
- آشا محرابی
- رامین ناصرنصیر
- محمدرضا هدایتی
- امیرحسین صدیق
- نیما فلاح
- حبیب دهقان‌نسب
- ارژنگ امیرفضلی
- فخرالدین صدیق‌شریف
- نادر سلیمانی
- سعید امیرسلیمانی
- خسرو امیرصادقی
- پریا شمس